# 이정용 (야구 선수)
이정용(1996년 3월 26일 ~ )은 KBO 리그 LG 트윈스의 투수이다.

## 아마추어 시절
서울 성남고등학교 시절에는 내야수였고, 체격이 작아 주목받지 못했다. 그러다 3학년 때 투수로 포지션을 변경하고 체격이 커져 경기에서 좋은 모습을 보여줬지만 프로에 지명받지 못했다. 동아대학교 2학년 때부터 주축 투수로 활약하기 시작하며 에이스로 활약했고, 3학년 때는 하계유니버시아드 대표팀에 선발됐다. 4학년 때는 구속까지 끌어올려 스카우트들의 주목을 받으며 1차지명 후보로 언급됐다. 즉시 전력감으로 평가받으며 서울권 2순위 지명권을 가진 LG 트윈스에 지명됐다. 그는 1차 지명 선수 중 유일한 대졸 선수였다.

## LG 트윈스시절
2019년에 입단하였다. 첫 해에는 즉시 전력감 평가를 받으며 주목을 받았으나 토미존 서저리 수술을 받았다. 2020년에도 재활로 인해 2군에서 시즌을 시작했다. 7월 중순부터 재활을 마치고 2군 경기에 등판하기 시작했다. 2020년 7월 24일 두산전에서 구원 등판하며 데뷔 첫 경기를 치렀고, 경기에서 2이닝 무실점을 기록했다.

## 상무 야구단시절
2023년 12월에 입단하였다.

## 출신 학교
- 서울영일초등학교
- 서울 성남중학교
- 서울 성남고등학교
- 동아대학교

## 통산 기록
| 연도 | 팀명  | 평균자책점 | 경기 | 완투 | 완봉 | 승 | 패 | 세 | 홀 | 승률  | 타자 | 이닝 | 피안타 | 피홈런 | 볼넷 | 사구 | 탈삼진 | 실점 | 자책점 |
| ---- | ----- | ---------- | ---- | ---- | ---- | -- | -- | -- | -- | ----- | ---- | ---- | ------ | ------ | ---- | ---- | ------ | ---- | ------ |
| 2020 | LG    | 3.71       | 34   | 0    | 0    | 3  | 0  | 0  | 4  | 1.000 | 147  | 34   | 32     | 6      | 14   | 2    | 33     | 15   | 14     |
| 2021 | LG    | 2.97       | 66   | 0    | 0    | 3  | 3  | 0  | 15 | 0.500 | 284  | 69⅔  | 55     | 4      | 23   | 1    | 74     | 25   | 23     |
| 2022 | LG    | 3.19       | 65   | 0    | 0    | 4  | 4  | 1  | 22 | 0.500 | 250  | 59⅓  | 52     | 3      | 18   | 2    | 40     | 26   | 22     |
| 통산 | 3시즌 | 3.20       | 165  | 0    | 0    | 10 | 7  | 1  | 41 | 0.667 | 681  | 163  | 139    | 13     | 55   | 5    | 147    | 66   | 59     |